# Dina lineata
Dina lineata (П'явка чорнолінійна) — рід п'явок родини Erpobdellidae ряду Безхоботні п'явки (Arhynchobdellida). Має 5 підвидів. Синонім — Erpobdella lineata. Інша назва «смугаста п'явка».

## Опис
Загальна довжина цього виду сягає 8 см. Зовні схожа на представників роду Erpobdella. Передня частина доволі широка, звужується на кінці. Відповідно перша присоска більш розвинена, ніж задня.
Посередині спини проходять 2 поздовжні чорні вузькі смужки. За це вона отримала свою назву.

## Спосіб життя
Зустрічається в невеличких водоймах з зарослою рослинністю, калюжах, що часто пересихають, у напіввисохлих ставках. При цьому гарно переносить збільшену концентрацію солей, мул, стійка до забруднення. На півдні ареалу найбільш чисельна. Хижа п'явка, відмінно плаває і інтенсивно полює. Здобич, що дорівнює її за розміром, заковтує цілком, може відбити її в іншої особини, не нехтує канібалізмом.

## Розповсюдження
Насамперед зустрічається на Балканському півострові, в Чехії, Румунії, Угорщині, Україні (Кримській півострів), зрідка в Словаччині та Польщі (занесена до Червоної книги). Штучно заселено у Швеції та на півночі Китаю.

## Підвиди
- Dina lineata concolor
- Dina lineata dinarica
- Dina lineata lacustris
- Dina lineata lineata
- Dina lineata montana